# Carex elanescens
Carex elanescens är en halvgräsart som beskrevs av Raffaele Ciferri och Valerio Giacomini. Carex elanescens ingår i släktet starrar, och familjen halvgräs. Inga underarter finns listade i Catalogue of Life.